# أحمد مال الله (لاعب كرة قدم مواليد 1990)
أحمد محمد مال الله (مواليد 1 نوفمبر 1990)، لاعب كرة قدم إماراتي يجيد اللعب في الدفاع.

## مسيرة اللاعب
مثل نادي دبي في الفئات السنية و تدرج معهم حتى وصل للفريق الأول عام 2010 و إنتقل إلى نادي الإمارات عام 2017 و لعب بعدها نادي حتا ونادي الفجيرة ونادي اتحاد كلباء ونادي البطائح ونادي الذيد.